# Chmielograb

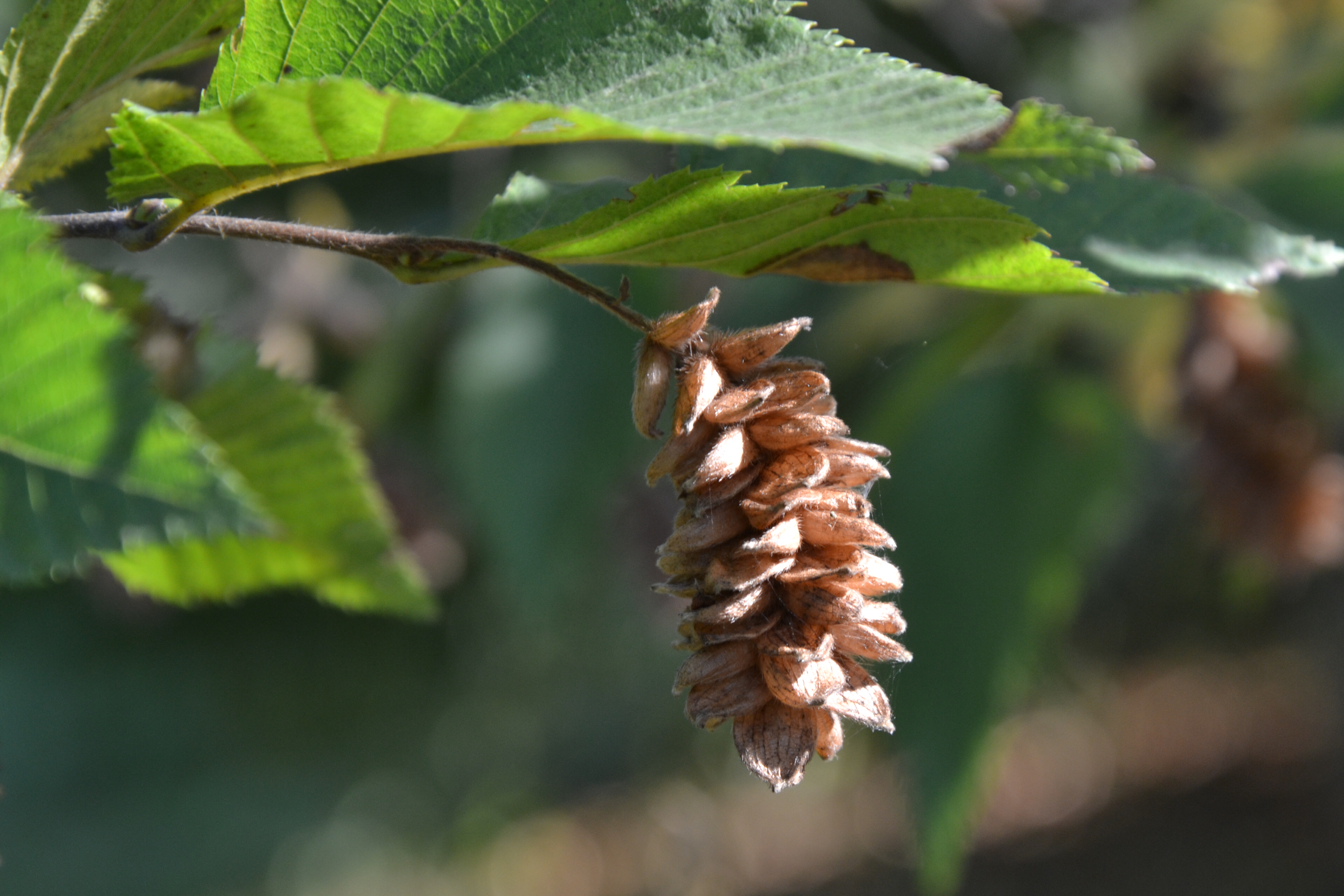
Owoce chmielograba europejskiego

Chmielograb, ostria (Ostrya Scop.) – rodzaj drzew i krzewów klasyfikowany do rodziny brzozowatych (dawniej często do wyodrębnianej rodziny leszczynowatych). Obejmuje 8–9 gatunków. Rośliny te występują w strefie umiarkowanej na półkuli północnej – jeden gatunek, chmielograb europejski (O. carpinifolia), rośnie w południowej Europie, dwa lub trzy rosną w Ameryce Północnej na południu sięgając po Meksyk, pozostałe gatunki rosną w Azji Wschodniej, głównie w Chinach, tylko chmielograb japoński (O. japonica) poza tym krajem sięga do Korei i Japonii. Gatunki te rosną w lasach, zwykle w miejscach suchych i skalistych.
Drzewa cenione są jako źródło bardzo twardego drewna. Chmielograb wirginijski uważany jest za jedno z drzew żelaznych. Gatunek ten lokalnie wykorzystywany jest także leczniczo.

## Morfologia
PokrójNiewysokie drzewa osiągające do 18 m wysokości oraz krzewy. Kora spękana tafelkowato lub w pasma. Pnie na przekroju okrągłe. Pędy zróżnicowane na krótko- i długopędy. Pąki jajowate, z licznymi łuskami.
LiścieOpadające na zimę, skrętoległe, eliptyczne do jajowatych, o wyraźnie zaznaczonych nerwach bocznych, brzegi ostro, zwykle podwójnie piłkowane, czasem nawet nieco klapowane. Najmniejsze osiągają 2,5 cm, a największe do 13 cm długości.
KwiatyRozdzielnopłciowe, ale rośliny jednopienne. Kwiaty męskie zebrane w kotki formujące się jesienią i kwitnące wiosną. Ich osie pokryte są łuskowatymi przysadkami, w kątach których wyrastają pojedyncze kwiaty. Są one bezokwiatowe i składają się tylko z trzech do 14 pręcików (według innych źródeł kwiaty są trzy i zawierają po trzy pręciki). Kwiaty żeńskie rozwijają się parami w kącie podsadek w groniastym kwiatostanie.
OwoceTwarde orzeszki otoczone rozdętą okrywą, owocostany podobne do szyszek chmielu.
Rodzaje podobneBlisko spokrewniony jest z grabem i bardzo do niego podobny. Odróżnia się torebkowatymi skrzydełkami owoców, spękaną korą i walcowatymi pniami nie pofałdowanymi podłużnie.

## Systematyka
Pozycja systematyczna
Rodzaj z rodziny brzozowate z rzędu bukowców. W obrębie rodziny zaliczany do podrodziny Coryloideae J. D. Hooker.
Wykaz gatunków
- Ostrya carpinifolia Scop. – chmielograb europejski
- Ostrya chinensis I.M.Turner
- Ostrya japonica Sarg. – chmielograb japoński
- Ostrya knowltonii Coville
- Ostrya rehderiana Chun
- Ostrya trichocarpa D.Fang & Y.S.Wang
- Ostrya virginiana (Mill.) K.Koch – chmielograb wirginijski
- Ostrya yunnanensis W.K.Hu